# Grove (Nueva York)
Grove es un pueblo ubicado en el condado de Allegany en el estado estadounidense de Nueva York. En el año 2000 tenía una población de 533 habitantes y una densidad poblacional de 6.1 personas por km².

## Geografía
Grove se encuentra ubicado en las coordenadas 42°28′25″N 77°53′43″O / 42.47361, -77.89528.

## Demografía
Según la Oficina del Censo en 2000 los ingresos medios por hogar en la localidad eran de $38,750, y los ingresos medios por familia eran $48,594. Los hombres tenían unos ingresos medios de $31,944 frente a los $26,071 para las mujeres. La renta per cápita para la localidad era de $17,522. Alrededor del 5.3% de la población estaban por debajo del umbral de pobreza.